# Vigyázó János
Vigyázó János, Büttel (Budapest, 1888. március 5. – Budapest, 1962. október 13.) a hazai turistamozgalom úttörője, jogász, MÁV-ügyész. 

## Pályafutása
25 éven keresztül szerkesztette a Budapesti Egyetemi Turista Egylet (BETE) által 1910-ben útnak indított Turistaság és Alpinizmus c. havi folyóiratot. Az első világháborút követően Turistaság és Alpinizmus néven kiadóvállalatot hozott létre. Összesen 56 turistakalauzt írt a Tátráról és az akkori Magyarországról, némelyiket társszerzőkkel együtt szerkesztette. A Galyatetői turista menedékház létrehozásában is közreműködött. 1922-ben létrehozta a pannonhalmi Szent Benedek-rend együttműködésével a Tihany Fürdő- és Gyógytelep Rt.-t, ezzel Tihanyt a balatoni turista- és idegenforgalom egyik központjává téve.
A Magyar Turista Szövetség tanácstagja (1914-1916), főtitkára (1917-1922), később társelnöke (1923-1935) volt.

## Fontosabb művei
- Budai hegyek (Thirring Gusztávval, Bp., 1923)
- Mátra (Thirring Gusztávval, Bp., 1930)
- Autóúton a Tátrába (Thirring Gusztávval, Bp., 1931)
- Bükk (Thirring Gusztávval Bp., 1932)
- Balaton és környéke (Thirring Gusztávval, Bp., 1934)